# Chlorophorus socius
Chlorophorus socius är en skalbaggsart som först beskrevs av Charles Joseph Gahan 1906.  Chlorophorus socius ingår i släktet Chlorophorus och familjen långhorningar. Inga underarter finns listade i Catalogue of Life.